# Батаевка
Батаевка — село в Ахтубинском районе Астраханской области России. Является административным центром Батаевского сельсовета.

## География
Село находится в северо-восточной части Астраханской области, на границе Волго-Ахтубинской поймы и степной зоны, на расстоянии примерно 15 километров (по прямой) к юго-востоку от города Ахтубинск, административного центра района. Абсолютная высота — 7 метров ниже уровня моря.
Климат умеренный, резко континентальный. Характеризуется высокими температурами летом и низкими — зимой, малым количеством осадков, а также большими годовыми и летними суточными амплитудами температуры воздуха.

## История
Село было основано в 1740 году беглыми крепостными крестьянами из Черноземья. Согласно другой версии, Батаевку основали молокане, прибывшие сюда в начале XIX века.
В «Списке населенных мест Российской империи» 1859 года Батаевка упомянута как казенное село Царевского уезда (1-го стана), при речке Подстепке и озере Безымянном, расположенное в 91 версте от уездного города Царева (ныне село в Ленинском районе Волгоградской области). В селе насчитывалось 130 дворов и проживало 1043 человека (570 мужчин и 473 женщины). Имелась православная часовня.

## Население
| 2002 | 2010 |
| ---- | ---- |
| 621  | ↘543 |

По данным Всероссийской переписи, в 2010 году численность населения села составляла 543 человека (262 мужчины и 281 женщина).

## Инфраструктура
В селе находятся общеобразовательная школа, детский сад, фельдшерско-акушерский пункт, дом культуры и 2 универсальных магазина.

## Улицы
Уличная сеть села состоит из 12 улиц и 2 переулков.